# 1. FC Cologne (féminines)
Maillots
Actualités
Le 1. FC Cologne possède une équipe féminine de football évoluant en première division (Bundesliga).
Cette équipe a été indépendante du 1. FC Cologne jusqu'au 1er juillet 2009. Auparavant, le club s'appelait Grün-Weiß Brauweiler (1974-2000) puis FFC Brauweiler Pulheim 2000 (2000-2009).

## Histoire
L'équipe a été promue à la fin de la saison 2020-2021 après être parvenue largement en tête du groupe sud de la deuxième division (2. Bundesliga). Elle avait été reléguée à la fin de la saison 2019-2020, l'équipe étant arrivée onzième sur douze équipe.

## Palmarès
- Championnat d'Allemagne
  - Champion (1) : 1997

- Coupe d'Allemagne
  - Vainqueur (3) : 1991, 1994 et 1997

- Supercoupe d'Allemagne
  - Vainqueur (2) : 1994 et 1997